# Xứ bảo hộ Nam Ả Rập

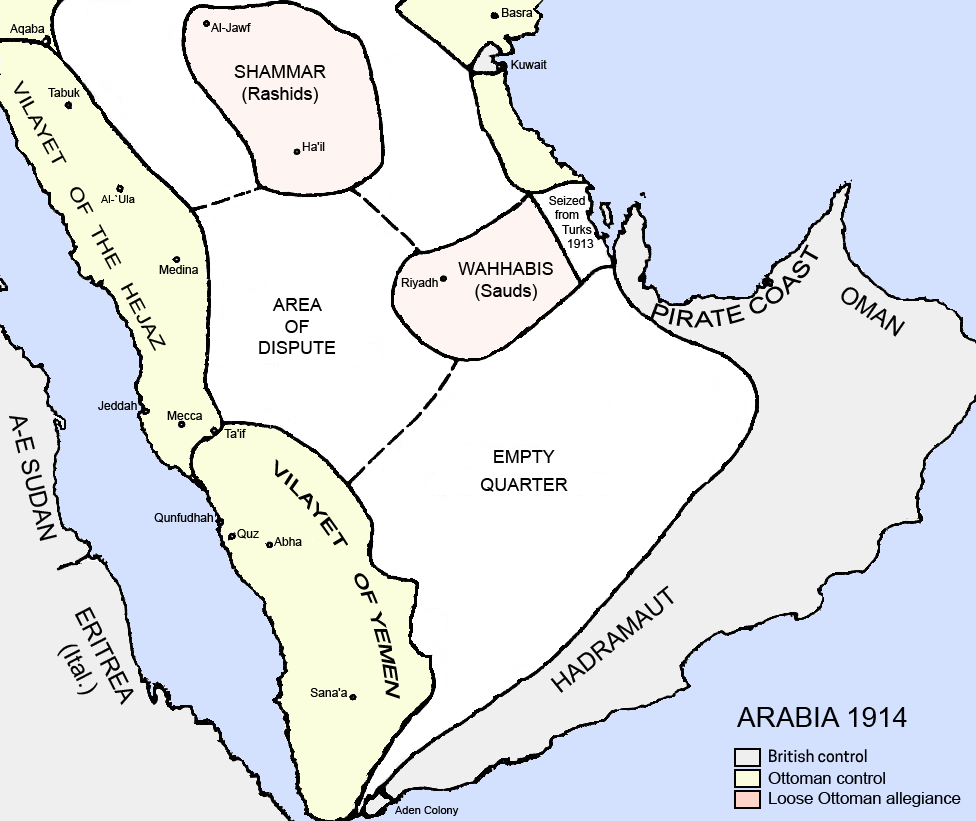
Bán đảo Ả Rập năm 1914

Xứ bảo hộ Nam Ả Rập bao gồm nhiều tiểu bang nằm ở cuối phía nam của Bán đảo Ả Rập theo các hiệp ước bảo hộ với  Anh . Khu vực thuộc lãnh thổ bảo hộ trước đây đã trở thành một phần của Nam Yemen sau cuộc nổi dậy Radfan và hiện là một phần của Cộng hòa Yemen.

## Lịch sử
Xứ Bảo hộ Nam Ả Rập là một phần trong nỗ lực của Đế quốc Anh nhằm bảo vệ Tuyến đường Đông Ấn, tuyến đường biển giữa Địa Trung Hải và Ấn Độ, trong và qua các bờ biển phía Nam của Ả Rập. . Ngay từ trước khi mở Kênh đào Suez,  Anh công nghiệp với nền kinh tế đang mở rộng nhanh chóng, cần cải thiện liên lạc với Ấn Độ thuộc Anh.
Các vùng đồng bằng ven biển của bán đảo đã bị tàn phá trước đó vào thế kỷ 19 bởi Wahhabi người Hồi giáo thuần thành từ Trung Ả Rập, sau đó là cuộc xâm lược của Ai Cập . Từ hiệp ước thương mại đầu tiên với Vương quốc Hồi giáo Lahej năm 1802, nhiều nỗ lực khác nhau đã được thực hiện để tránh sự cướp bóc của các tàu Đông Ấn, dẫn đến sự sáp nhập Aden của Công ty Đông Ấn vào năm 1839. Chính quyền bảo hộ Aden được thành lập vào năm 1869, cùng năm khai trương kênh đào Suez, báo trước một kỷ nguyên thương mại và liên lạc mới.

### Thế kỷ 20
Chính quyền Bảo hộ Nam Ả Rập được chỉ định vào ngày 18 tháng 1 năm 1963 bao gồm những khu vực của Chính quyền Bảo hộ Aden không tham gia Liên bang Nam Ả Rập, và nói chung, nhưng không chính xác, tương ứng với sự phân chia của Chính quyền Bảo hộ Aden được gọi là Vùng bảo hộ Đông Aden.
Xứ bảo hộ bao gồm Hadhrami của Kathiri,  Mahra, và Qu'aiti ngoại trừ ba Wahidi trong Vùng bảo hộ Đông Aden , với Thượng Yafa trong Vùng Bảo hộ Tây Aden. Xứ Bảo hộ Nam Ả Rập bị giải thể vào ngày 30 tháng 11 năm 1967 và các quốc gia thành viên của nó nhanh chóng sụp đổ, dẫn đến việc các chế độ quân chủ ở các bang bị bãi bỏ. Lãnh thổ này được sáp nhập vào Nam Yemen mới độc lập, trở thành một phần của Yemen vào năm 1990.

## Các bang
| Cờ | Tên                       | Thành lập       | Gia nhập      | Ghi chú                                                                              |
| -- | ------------------------- | --------------- | ------------- | ------------------------------------------------------------------------------------ |
|    | Vương quốc Hồi giáo Mahra | Thế kỷ 15       | 1886          |                                                                                      |
|    | Kathiri State             | Thế kỷ 14       | 1888          |                                                                                      |
|    | Qu'aiti State             | 1858            | 1888          |                                                                                      |
|    | Thượng Yafa               | khoảng năm 1800 | 1903          | Hình thành từ 5 Sheikhdom: Al-Busi, Al-Dhubi, Al-Hadrami, Al-Muflihi, and Al-Mausata |
|    | Sheikhdom al-Hawra        | Thế kỷ 19       | 1890          |                                                                                      |
|    | Sheikhdom al-`Irqa        | Thế kỷ 19       | 1890          |                                                                                      |
|    | Vương quốc Hồi giáo Tarim | Chưa xác định   | Chưa xác định | Bị thôn tính bởi Say'un (Kathiri) in 1945.                                           |

Các quốc gia cũ của Aden thuộc Anh đã được thống nhất vào những năm 1960 để thành lập Cộng hòa Dân chủ Nhân dân Yemen,  độc lập vào ngày 30 tháng 11 năm 1967. Nam Yemen sau đó thống nhất với Bắc Yemen để thành lập nhà nước Yemen hiện đại vào năm 1990 .
| Bang           | Cai trị               | Thời gian bị lật đổ | Hoàng tộc   | Trị vì                                  | Ghi chú     |
| -------------- | --------------------- | ------------------- | ----------- | --------------------------------------- | ----------- |
| Audhali        | Salih ibn al-Husayn   | 17/9/1967           | Al Audhali  | Sultan cuối cùng trị vì (1928–1967).    | [ 5 ]       |
| Lower Aulaqi   | Nasir ibn Aidrus      | 29/11/1967          | Al Awlaqi   | Sultan cuối cùng trị vì (1947–1967).    | [ 5 ]       |
| Upper Aulaqi   | Awad ibn Salih        | 29/11/1967          | Al Awlaqi   | Sultan cuối cùng trị vì (1935–1967).    | [ 5 ]       |
| Beihan         | Saleh bin al-Husayn   | 28/8/1967           | Al Habieli  | Emir cuối cùng trị vì (1935–1967).      | [ 5 ]       |
| Dhala          | Shafaul ibn Ali Shaif | 17/8/1967           | Al Amiri    | Emir cuối cùng trị vì (1954–1967).      | [ 5 ]       |
| Fadhli         | Nasir bin Abdullah    | 29/11/1967          | Al Fadhli   | Sultan cuối cùng trị vì (1964–1967).    | [ 5 ]       |
| Haushabi       | Faisal bin Surur      | 29/11/1967          | Al Haushabi | Sultan cuối cùng trị vì (1955–1967).    | [ 5 ]       |
| Kathiri        | Husayn ibn Ali        | 2/10/1967           | Al Kathiri  | Sultan cuối cùng trị vì (1949–1967).    | [ 5 ]       |
| Lahej          | Fadhl VI bin Ali      | 17/8/1967           | Al Abdali   | Sultan cuối cùng trị vì (1958–1967).    | [ 5 ]       |
| Mahra          | Abdullah ibn Ashur    | 16/10/1967          | Al Mahri    | Sultan cuối cùng trị vì (1966–1967).    | [ 5 ]       |
| Qu'aiti        | Ghalib II             | 17/9/1967           | Al Qu'aiti  | Sultan cuối cùng trị vì (1966–1967).    | [ 6 ] [ 7 ] |
| Wahidi Balhaf  | Ali ibn Muhammad      | 17/8/1967           | Al Wahidi   | Hakim cuối cùng cai quản (1967).        | [ 5 ]       |
| Wahidi Bir Ali | Alawi ibn Salih       | 29/11/1967          | Al Wahidi   | Sultan cuối cùng trị vì (1955–1967).    | [ 5 ]       |
| Wahidi Haban   | Husayn ibn Abdullah   | 29/11/1967          | Al Wahidi   | Sultan cuối cùng trị vì (cho đến 1967). | [ 5 ]       |
| Hạ Yafa        | Mahmud ibn Aidrus     | 28/8/1967           | Al Afifi    | Sultan cuối cùng trị vì (1954–1967).    | [ 5 ]       |
| Thượng Yafa    | Muhammad ibn Salih    | 29/11/1967          | Harharah    | Sultan cuối cùng trị vì (1948–1967).    | [ 5 ]       |